# 大阪市電天満今福線
大阪市電天満今福線（おおさかしでん てんまいまふくせん）は、かつて大阪府大阪市にあった空心二丁目駅と、同じく大阪府大阪市にあった今福駅とを結んでいた大阪市電の期外線である。
1935年（昭和10年）6月22日に大阪市電の期外線として開業し、その後順次路線を延伸していったが、1969年（昭和44年）1月31日の最終列車をもって廃止され、翌1969年（昭和44年）2月1日に大阪市営バスに転換された。

## 路線概要

### 1935年（昭和10年）6月22日から1950年（昭和25年）11月7日まで
| 起点     | 空心二丁目駅 |
| 終点     | 東野田駅     |
| 軌間     | 1435mm       |
| 複線区間 | 全線         |
| 電化区間 | 全線         |
| 架線電圧 | 直流600V     |

### 1950年（昭和25年）11月8日から1954年（昭和29年）7月9日まで
| 起点     | 空心二丁目駅   |
| 終点     | 蒲生町四丁目駅 |
| 軌間     | 1435mm         |
| 複線区間 | 全線           |
| 電化区間 | 全線           |
| 架線電圧 | 直流600V       |

### 1954年（昭和29年）7月10日から1969年（昭和44年）1月31日まで
| 起点     | 空心二丁目駅                  |
| 終点     | 今福駅                        |
| 軌間     | 1435mm                        |
| 駅数     | 8駅｛1959年（昭和34年）当時｝ |
| 複線区間 | 全線                          |
| 電化区間 | 全線                          |
| 架線電圧 | 直流600V                      |

## 沿革
| 年月日                    | 主な事柄                                              |
| ------------------------- | ----------------------------------------------------- |
| 1935年（昭和10年）6月22日 | 大阪市電の期外線として、空心二丁目 - 東野田間が開業。 |
| 1950年（昭和25年）11月8日 | 東野田 - 蒲生町四丁目間延伸開業。                     |
| 1954年（昭和29年）7月10日 | 蒲生町四丁目 - 今福間が延伸開業し、全線開業。         |
| 1969年（昭和44年）1月31日 | 東野田 - 今福間（全線）の旅客営業を終了。             |
| 1969年（昭和44年）2月1日  | 書類上の廃止日。                                      |

## 駅一覧
1959年（昭和34年）当時
| 駅名           | キロ程 | 接続路線                                     |
| -------------- | ------ | -------------------------------------------- |
| 空心二丁目     | 0.0    | 大阪市電：曽根崎天満橋筋線                   |
| 桜の宮橋駅     |        |                                              |
| 東野田駅       |        | 大阪市電：東野田沢上江町線・天満橋善源寺町線 |
| 京橋駅         |        | 日本国有鉄道：城東線・片町線                 |
| 蒲生町一丁目駅 |        |                                              |
| 蒲生町三丁目駅 |        |                                              |
| 蒲生町四丁目駅 |        | 大阪市営トロリーバス：3号線                  |
| 今福駅         |        |                                              |